# ポーラ・ホーキンズ
ポーラ・ホーキンズ（Paula Hawkins、1972年8月26日 - ）は、イギリスの小説家。

## 経歴
ローデシアのソールズベリー（現：ジンバブエ・ハラレ）で生まれ育つ。父親は経済学の教授で金融ジャーナリストだった。1989年、17歳の時にロンドンへ渡り、オックスフォード大学のキーブル・カレッジで哲学・政治・経済を学んだ後、『タイムズ』のビジネス関連のジャーナリストとなる。フリーランスの記者となり、女性向けの金融アドバイスをつづった"The Money Goddess" を執筆。
2009年頃から、エイミー・シルバー名義でロマンス・コメディ作品の執筆を始め、"Confessions of a Reluctant Recessionista" を含む4作を上梓。ヒット作に恵まれなかったため、よりダークでシリアスなストーリーにチャレンジする。2015年に上梓した『ガール・オン・ザ・トレイン』（原題：The Girl on the Train ）は、DV、アルコール依存、薬物依存をテーマにしたスリラー作品で、ベストセラーとなった。約半年かかりきりになって書き上げたが、執筆中に金銭的に困窮し、父親を頼ったこともある。同作はイアン・フレミング・スチール・ダガー賞や国際スリラー作家協会賞にノミネートされた。現在、ロンドン南部に住んでいる。

## 作品リスト
- The Money Goddess (2006)
- Confessions of a Reluctant Recessionista (2009)
- ガール・オン・ザ・トレイン The Girl on the Train （ 2015年 /  2015年10月 講談社文庫 池田真紀子訳）